# O sofistických důkazech
O sofistických důkazech (řecky Περὶ σοφιστικῶν ἐλέγχων, latinsky De sophisticis elenchis) je text starořeckého filosofa Aristotela, šestá a podle novověkého členění poslední část spisu Organon v němž identifikoval třináct omylů. V textu pojednává o sofistice, sofistických důkazech, typech argumentace a umění řečnictví – klamném uvažování se zdáním pravdy, jehož příkladem jsou dvojsmysly (ekvivokace) a logické chyby vyplývající z dvojsmyslnosti (amfibolie). Aristoteles vyvrací zejména paradox lháře. Podle Aristotela se jedná o první dílo, které ve starověkém Řecku pojednává o deduktivním uvažování.

## O sofistických důkazech
Sofistické důkazy jsou důkazy, které něco jen zdánlivě pravdivě dokazují. Ve skutečnosti to nejsou důkazy, ale jen jakási tvrzení, která jsou ve skutečnosti tzv. paralogismy. Při správném dokazování je nutné rozlišovat mezi skutečným a zdánlivým, podstatným a nepodstatným, relevantním a nerelevantním. Platí to v jakékoli argumentaci. Při dokazování pomocí sofistické argumentace se sofista opírá o působivá slova, která často nevyjadřují podstatu věci, a vytváří pomocí nich věcně i logicky chybná tvrzení. Úsudky používané při správné argumentaci musejí pravdivě vyjadřovat podstatu věcí. Člověk chtějící správně argumentovat musí znát a uznávat správný význam slov, která používá. Ten, kdo nezná anebo nechce uznat správný význam slov, se zpravidla dopouští chybných anebo dokonce špatných úsudků. Sofista je člověk, který dosahuje zisku z nesprávné argumentace, zisku ze zdánlivé moudrosti, nikoliv z moudrosti opravdové. Sofistickými důkazy se zabývali Aristoteles, Platón a další filosofové. Chceme-li čelit sofistickým důkazům a sofistické argumentaci, musíme umět správnou argumentací odhalovat a vyvracet jednotlivá nesprávná tvrzení sofistů.

## Druhy argumentů
Argumenty používané v diskuzích se podle Aristotela dělí na čtyři druhy:
- Didaskalické argumenty: jsou ty, při nichž se usuzuje z počátků vlastních danému oboru, nikoli z mínění toho, kdo odpovídá (ten kdo se učí, musí být předběžně o něčem přesvědčen).
- Dialektické argumenty: při nichž se z pravděpodobných premis ukazuje na protiklad předloženého tvrzení.
- Periastické argumenty: při nichž se usuzuje z premis, jež zastává ten, kdo odpovídá, a jež musí vědět ten, kdo si osobuje vědomí.
- Eristické argumenty: jsou ty, při nichž se usuzuje z premis, které se zdají pravděpodobnými, ale nejsou, a přitom se usuzuje buď skutečně, nebo jen zdánlivě.

Je třeba znát cíl lidí, kteří berou řečnictví jen jako snahu o překonání protivníka nebo potěšení ze sporu. Cíle mohou být: vyvrácení, nepravda, rozpor s běžným míněním, jazyková vada, mnohomluvnost – protivník opakuje dokola to samé.

## Způsoby vyvracení argumentů
Existují dva druhy způsobu vyvracení argumentů. Jeden způsob má základ ve slovním vyjádření. Druhý způsob je vyjádřen mimoslovním vyjádřením. Způsobů k vytvoření zdánlivých argumentů je šest: stejnojmennost, dvojjazyčnost, spojitost, rozdělení, přízvuk ve výslovnosti, tvar slovního vyjádření.
- Stejnojmennost: opírají se o ně stejnojmenné argumenty. „Vědoucí se učí, neboť gramatikové se učí tomu, co zpaměti předříkávají“. Slovo „učit se“ je stejnojmenné.. Jednou znamená „upevňovat“ si své vědomosti jejich využíváním a druhý význam je „poznáváním vědomosti nabývat“.
- Dvojjazyčnost: o stejnojmennost se mohou opírat tři druhy argumentů. První: kdykoliv složený výraz se běžně využívá ve více významech, druhý: kdykoli z více významů myslíme pouze na ten, na který jsme zvyklí, třetí: kdykoli spojení slov má více významů, kdežto každé z těchto slov má význam jen jeden – „Znalost Písmen“. Samostatné slovo značí jeden význam, dohromady tyto slova značí odlišný význam.
- Spojení: možnost toho zdánlivého argumentu je pro slovo „může“. Příklady: „Sedící může jít.“ nebo „Nepíšící může psát.“ Pokud odstraníme slovo „může“ vzniká jiný význam „Nepíšící píše.“ a „Sedící jde.“
- Rozdělení: Věta, kterou je možno rozdělit, může nabýt úplně jiného významu. Příklad „Pět jsou dvě a tři, tedy pět je sudé a liché“
- Přízvuk ve výslovnosti: při nepsaných, ústních rozmluvách je těžké tento způsob použít. Pokud člověk řekne vybrané slovo s jiným přízvukem, může to v určitých jazycích znamenat úplně jiný význam.
- Tvar slovního vyjádření: o tyto argumenty se člověk může opírat, pokud to, co není možné vyjadřuje v řeči stejným způsobem. Příklad: „Když je někdo zdráv.“ tak se to vyjadřuje kvalitou a stavem a určitou vlastností.

Paralogismů mimo slovní vyjádření je sedm: první se opírá o případek, druhý se opírá o neoprávněné užití výrazu, třetí o neznalost vyvracení, čtvrtý o důsledek, u pátého se dožaduje souhlasu s tím co má být teprve dokázáno, šestý uvádí příčinu, co ve skutečnosti příčinou není, u sedmého se z více otázek činí jedna.
- Případek: kdykoliv se soudí, že cokoliv náleží věci stejným způsobem jako jejímu případku. Příklad „Je-li Koriskos něco jiného než Sokrates, Sokratés je však člověk, pak se uznává.“
- Neoprávněné užití významu: tato situace může nastat kdykoli, kdy se to, co se míní částečně, uzná jako míněné naprosto. Příklad: „Ind je celý tmavý, ale přitom je bílý, máme-li na mysli jeho zuby; je tedy bílý a nebílý.“
- Neznalost vyvracení: někteří vynechají něco z toho, co bylo uvedeno, a získají tak zdánlivé vyvrácení.
- Důsledek: vyvrácení vznikají z domněnky, že se při vyplývání může pořadí obrátit. Například „Po dešti bývá země vlhká.“, proto se domníváme, že pršelo, ale nemusí to být vždy nutností.
- Příčina, co příčinou není: paralogismus, který se opírá o to, že se za příčinu uvádí něco, co příčinou není. Vzniká kdykoliv se do argumentace zahrne to, co je příčinou jen zdánlivě.
- Z více otázek jedna: vzniká tehdy, kdykoli zůstává skryto, že je tu více otázek, a jako by byla jen jedna, odpoví se jen na jednu odpověď.